# Jean-Pierre Cornelissen
Jean-Pierre Cornelissen (Ukkel, 29 mei 1949) is een Belgisch politicus voor de liberale MR, die voorheen actief was bij het FDF.

## Biografie
Cornelissen werd beroepshalve leraar Engels aan het koninklijk atheneum van Koekelberg.
Hij werd politiek actief voor het FDF en was van 1986 tot 1995 secretaris-generaal en van 1998 tot 2001 ondervoorzitter van de partij. In 1976 werd hij verkozen tot gemeenteraadslid van Koekelberg, een functie die hij nog steeds uitoefent. Van 2000 tot 2018 was hij schepen van de gemeente, van 2000 tot 2006 bevoegd voor Financiën, Burgerlijke Stand en Sociale Zaken, van 2006 tot 2012 voor Mobiliteit, Franstalig Onderwijs, Burgerlijke Stand en Kinderdagverblijven en van 2012 tot 2018 belast met Burgerlijke Stand, Franstalig Onderwijs, Mobiliteit en Begroting. In 2006 werd Cornelissen uit het FDF gezet nadat hij besliste om in Koekelberg niet op te komen voor de aparte FDF-lijst, maar voor de Lijst van de Burgemeester. Vervolgens trad hij toe tot de MR. 
Tevens zetelde hij van 1989 tot 2004 in het Brussels Hoofdstedelijk Parlement. Daar was Cornelissen van 1991 tot 1995 voorzitter van de FDF-fractie en van 1995 tot 2000 en van 2001 tot 2004 ondervoorzitter.
Daarnaast was Cornelissen ondervoorzitter van de Brusselse Gewestelijke Huisvestingsmaatschappij SLRB-BGHM.